# إي. فرانكلين فريزر
إي. فرانكلين فريزر (بالإنجليزية: E. Franklin Frazier) هو كاتب أمريكي، ولد في 24 سبتمبر 1894 في بالتيمور في الولايات المتحدة، وتوفي في 17 مايو 1962 في واشنطن العاصمة في الولايات المتحدة.

## وصلات خارجية
- إي. فرانكلين فريزر على موقع الموسوعة البريطانية (الإنجليزية)
- إي. فرانكلين فريزر على موقع إن إن دي بي (الإنجليزية)